# Grandala
La grandala (Grandala coelicolor) és un ocell de la família dels túrdids (Turdidae) i única espècie del gènere Grandala Hodgson, 1843.

## Hàbitat i distribució
Habita zones rocoses alpines, vessants i penya-segats de l'Himàlaia, al nord de l'Índia, sud-est del Tibet i centre de la Xina.